# AHHH HA
«AHHH HA» — сингл американського репера Lil Durk, виданий Alamo Records 22 лютого 2022 р. як третій сингл з його сьомого студійного альбому 7220.

## Опис
Є відповіддю на «Bring the Hook» із вісімнадцятого мікстейпа Colors (2022) репера YoungBoy Never Broke Again, на якій він дисить загиблого King Von. «AHHH HA» має «грізний піанінний біт та загрозливі тексти». Дерк «вихваляється своїм вуличним статусом і звертається до своїх опонентів». Виконавець згадує про смерть свого брата D-Thang та King Von, якому він віддає шану. Він згадує як колишня дівчина YoungBoy, Джанія Мешелл, нібито недовго зустрічалася з King Von.

## Відеокліп
Режисери: Jerry Productions. Дерк знявся разом з Only the Family. Протягом усього відео Дурк носить перстень, вшановуючи пам'ять D-Thang. Він і його команда демонструють пачки готівки й блукають «засніженими» вулицями чиказького нейборгуду Інґлвуд.

## Ремікси
7 березня 2022 року американський репер Rowdy Rebel випустив фрістайл пісні 7 березня 2022 року. Репер 22Gz також зробив свій ремікс.

## Чартові позиції

### Тижневі
| Чарт (2022)                               | Найвища позиція |
| ----------------------------------------- | --------------- |
| Канада (Canadian Hot 100)                 | 45              |
| Billboard Global 200                      | 33              |
| Велика Британія (Official Charts Company) | 99              |
| США (Billboard Hot 100)                   | 18              |
| США (Hot R&B/Hip-Hop Songs) (Billboard)   | 4               |

### Річні
| Чарт (2022)                          | Позиція |
| ------------------------------------ | ------- |
| US Hot R&B/Hip-Hop Songs (Billboard) | 39      |

## Сертифікації
| Регіон                                                      | Сертифікація | Продажі |
| ----------------------------------------------------------- | ------------ | ------- |
| США (RIAA)                                                  | Золотий      | 500 000 |
| продажі+прослуховування, що базуються лише на сертифікаціях |              |         |